# Фалета (Верчели)
Фалета је насеље у Италији у округу Верчели, региону Пијемонт.
Према процени из 2011. у насељу је живело 23 становника. Насеље се налази на надморској висини од 222 м.